# Erik Brandt
Pour les articles homonymes, voir Brandt.
Erik G. C. Brandt (né le 31 août 1884 à Borrby (commune de Simrishamn) et décédé le 22 octobre 1955 à Börlänge) était un membre du parlement suédois. 
Il est essentiellement connu pour avoir proposé, dans une lettre datée du 1er février 1939, Adolf Hitler pour le prix Nobel de la paix. Anti-fasciste, il propose cette candidature comme un « commentaire ironique » à celle de Neville Chamberlain. Une initiative similaire avait été mise en œuvre l'année précédente par l'écrivaine Gertrude Stein.